# Theridion tenellum
Theridion tenellum là một loài nhện trong họ Theridiidae.
Loài này thuộc chi Theridion. Theridion tenellum được Carl Ludwig Koch miêu tả năm 1841.